# Luke Fildes

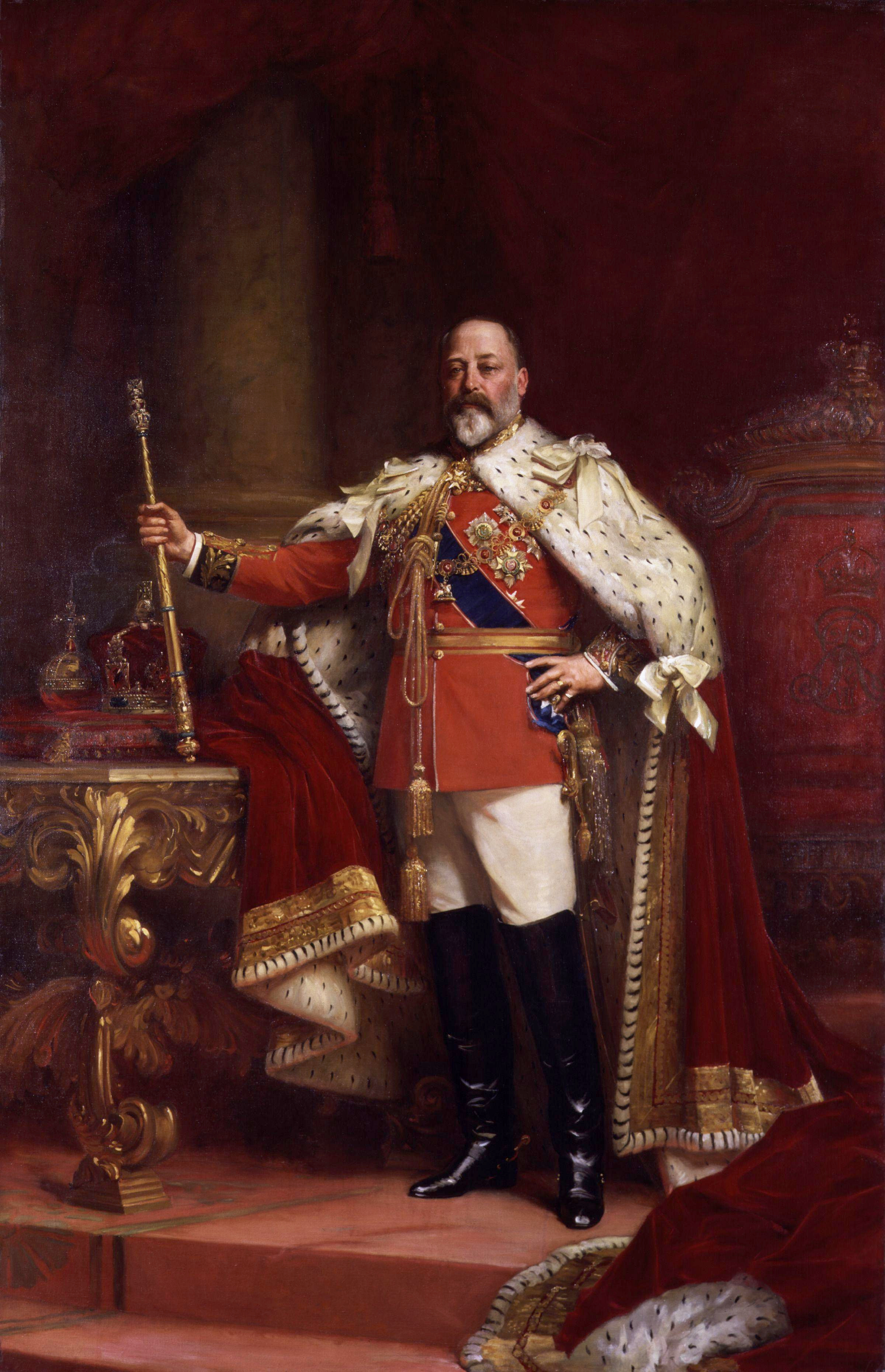
Król Edward VII, 1906

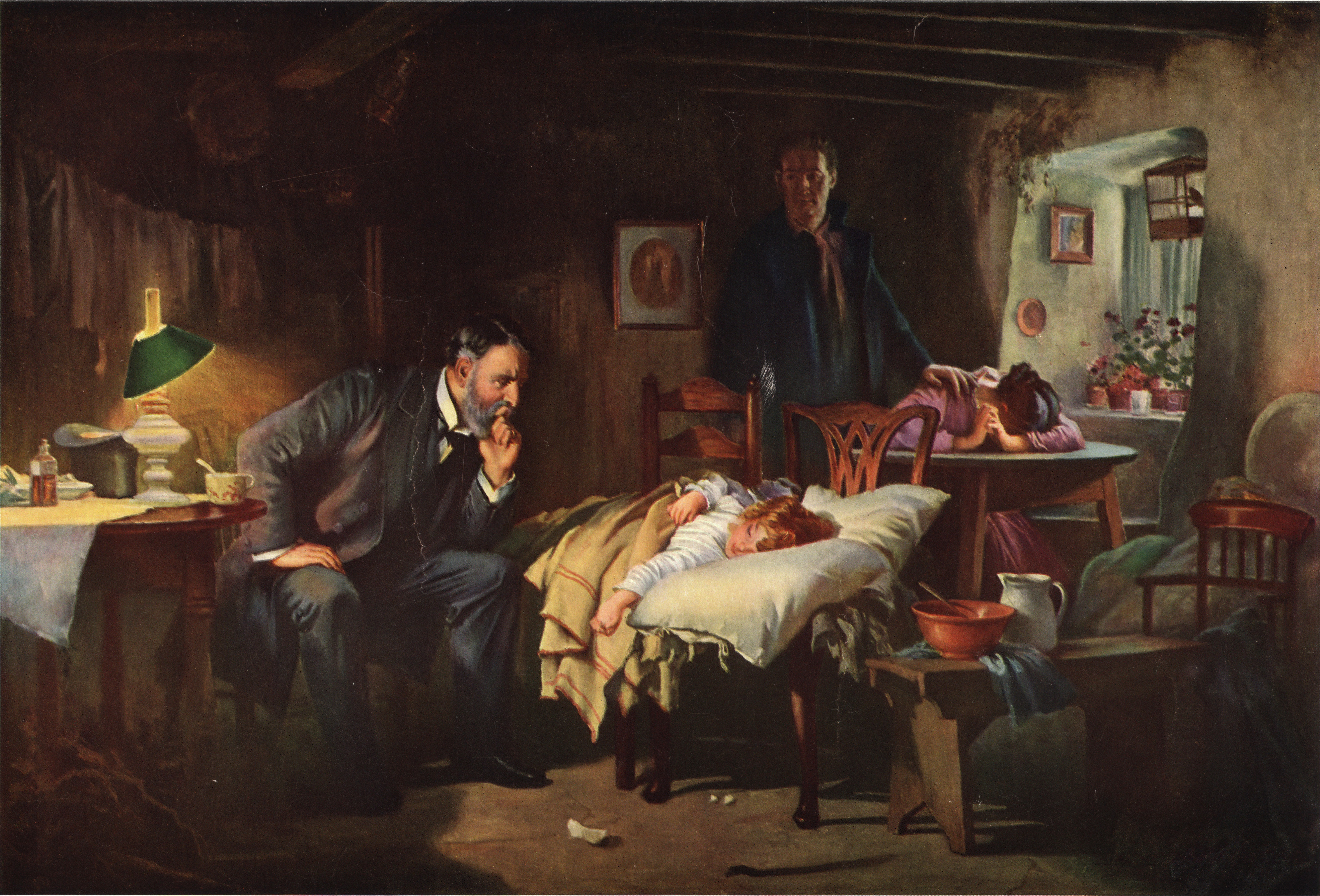
Lekarz (The Doctor), 1891, Tate Gallery.

Sir Samuel Luke Fildes (ur. 3 października 1843 w Liverpoolu, zm. 28 lutego 1927 w Londynie) – angielski malarz i ilustrator, członek Royal Academy.
Od wczesnego dzieciństwa był wychowywany przez babkę Mary Fildes, działaczkę polityczną i społeczną, aktywistkę ruchu czartystów. Mary Fildes była jedną z prelegentek podczas wiecu 16 sierpnia 1819 w Manchesterze, który zakończył się tzw. masakrą Peterloo. Jej radykalne poglądy miały znaczący wpływ na późniejsze zainteresowania wnuka.
W wieku 17 lat Luke Fildes podjął naukę w Warrington School of Art, a później przeniósł się do Kensington Art School, gdzie poznał malarzy Huberta von Herkomera i Frank Holla. Młodzi artyści byli pod wpływem prac Fredericka Walkera, również malarza i przywódcy ruchu społecznego realizmu w Wielkiej Brytanii. Po uzyskaniu stypendium Fildes kontynuował naukę w Londynie w Royal College of Art i Royal Academy of Arts.
Artysta jeszcze w czasie studiów zarabiał na życie jako ilustrator, pracował m.in. dla czasopism London Graphic, Cornhill Magazine, Once a Week. Był zawsze zainteresowany losem ubogich i bezdomnych ludzi, zyskując z czasem miano ich obrońcy. Zilustrował między innymi artykuł Houseless and Hungry w pierwszym numerze Graphic, wykonał też ilustracje do opowiadania Charlesa Dickensa The Mystery of Edwin Drood. Po uzyskaniu popularności artysta zajął się malarstwem olejnym, tworzył portrety notabli i wybitnych osób m.in. Edwarda VII i królowej Aleksandry. Często wracał do tematyki społecznej, jego najbardziej znane obrazy to The Casual Ward (1874), The Widower (1876), The Village Wedding (1883), An Al-fresco Toilette (1889) i The Doctor (1891). W 1879 został członkiem stowarzyszonym Royal Academy, w 1887 pełnoprawnym akademikiem, a w 1906 otrzymał tytuł szlachecki.
Był żonaty z Fanny Woods, siostrą Henry Woodsa. Ich młodszy syn Paul Fildes (1882–1971) został naukowcem i zajmował się mikrobiologią.
Pochowany został na Brookwood Cemetery w hrabstwie Surrey.